# Vie de Jésus (Renan)
Pour les articles homonymes, voir Vie de Jésus.
Vie de Jésus est un essai d'Ernest Renan, publié en 1863. C'est le premier volume d'un projet plus vaste, l'Histoire des origines du christianisme (huit volumes publiés entre 1863 et 1883). Ce succès d'édition européen fait scandale notamment en France car Renan, philologue et historien, présente Jésus comme une haute personnalité morale, et rejette sa divinité et toute intervention du surnaturel.

## Historique
Cet essai résulte de notes de lectures et d'ébauches consignées au jour le jour dans des carnets de Renan, prises lors de l'expédition française en Syrie et au Liban à laquelle il participe en 1860-1861. C'est en effet lors de cette mission archéologique que mûrit dans son esprit le projet de cette biographie en  parcourant la Judée et la Galilée au printemps 1861. La confrontation des évangiles canoniques à la réalité historique le conduit à cette époque à procéder à un dépouillement de ces textes sacrés. Renan revient d'Orient en octobre 1861 avec le brouillon de sa Vie de Jésus mais s'impose de ne pas le publier afin de ne pas se fermer les portes du Collège de France, comme le lui conseillent ses amis, notamment le théologien protestant Albert Réville ou le savant Marcelin Berthelot. Professeur d'hébreu au Collège de France, où il succède à Étienne Quatremère en 1862, il en est suspendu quatre jours après sa leçon inaugurale pour injure à la foi chrétienne. Dès lors, la publication de cette biographie devient sa priorité.

## Présentation
La Vie de Jésus est une biographie de 28 chapitres assez courts qui relate chronologiquement les principaux épisodes de la vie de Jésus de Nazareth et décrit les paysages, les mœurs, les relations sociales des Juifs et du gentilé à son époque. Le livre défend et illustre une thèse selon laquelle la biographie de Jésus devait être écrite comme celle de n’importe quel autre homme. Les Évangiles devaient être soumis à un examen critique comme n’importe quel autre document historique. En application de cette thèse, Renan reconstitue l'historique de la vie publique de Jésus de Nazareth, à partir d'une synthèse critique des concordances et discordances présentes dans les Évangiles. Renan replace l'histoire dans un cadre historique, en rattachant les éléments évangéliques à ce qui est connu du contexte historique et social de l'époque. Il y présente enfin des interprétations de certains miracles suivant la même analyse que pour proposer des fondements historiques des mythologies, comme celui de la multiplication des pains : « Jésus, craignant de la part d'Antipas un surcroît de mauvais vouloir, prit quelques précautions et se retira au désert. Beaucoup de monde l'y suivit. Grâce à une extrême frugalité, la troupe sainte y vécut ; on crut naturellement voir en cela un miracle. »

## Réception et réactions

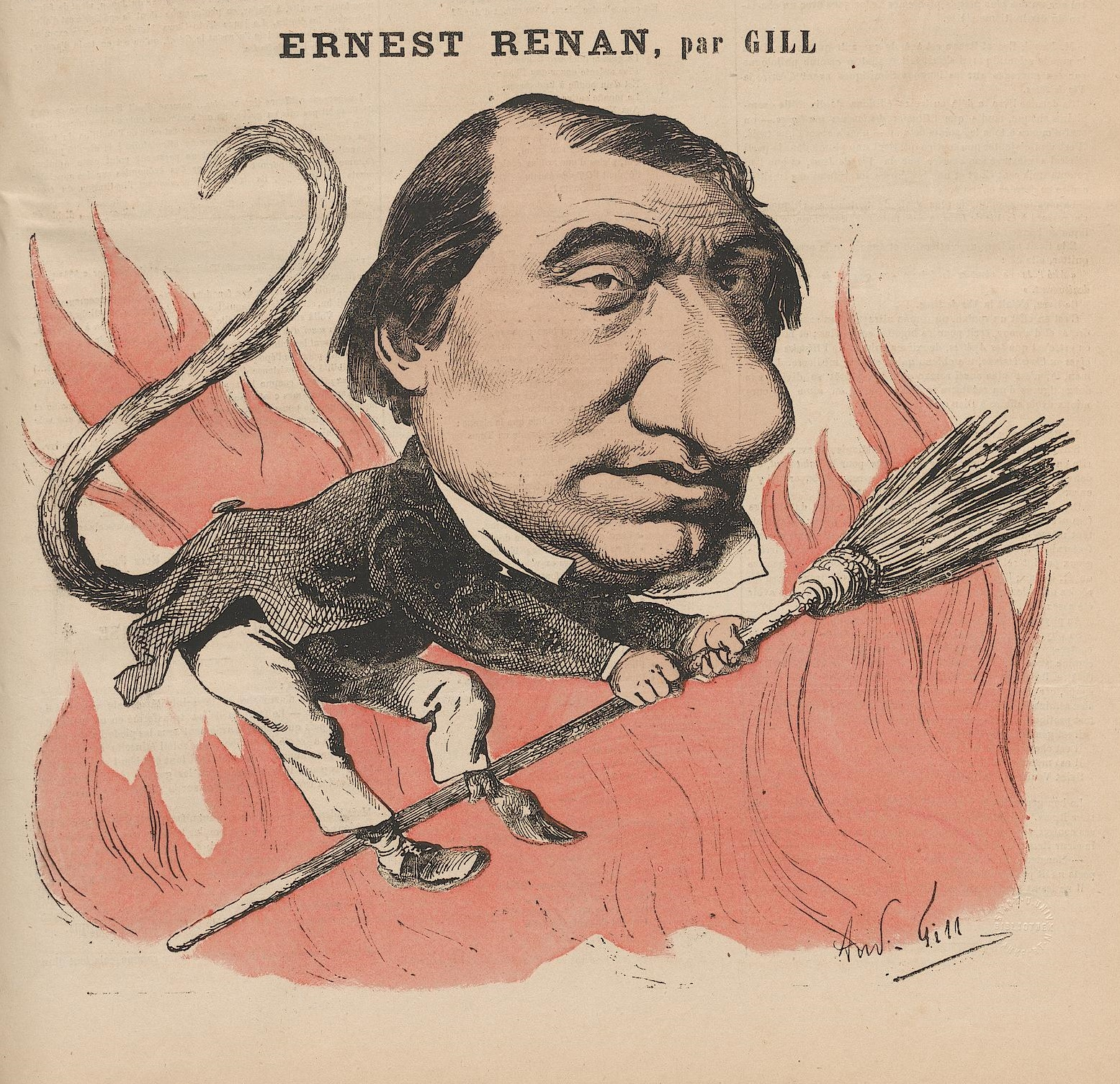
Caricature d'Ernest Renan, par André Gill, La Lune, No. 62, 11 mai 1867 (succès de La Vie de Jésus).

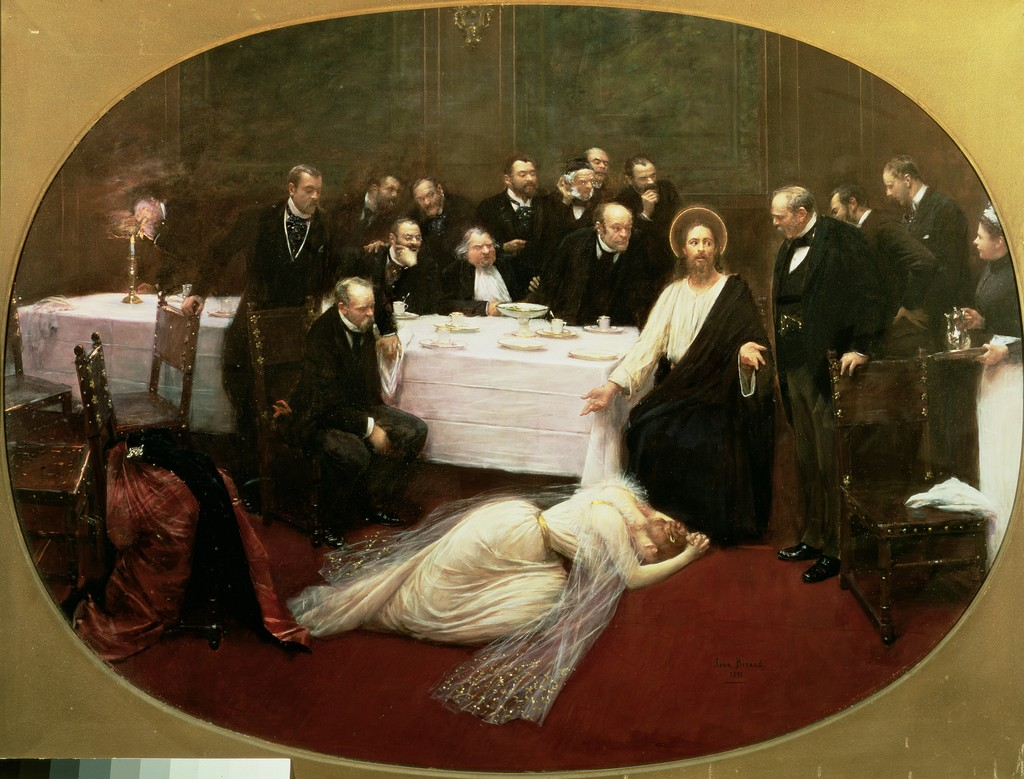
La Madeleine chez le Pharisien : Jésus, Marie de Magdala et Ernest Renan (au centre), par Jean Béraud (1891), musée d'Orsay.

Le livre est publié le 24 juin 1863. Le succès public est immédiat : tiré à 10 000 exemplaires, 60 000 exemplaires sont liquidés en cinq mois et 430 000 exemplaires sont vendus entre 1863 et 1947, date de la dernière édition avec des ventes encore significatives, ce qui en fait un long-seller et l'un des best-sellers européens de l'époque. Il est l'un des livres les plus lus en France dans la seconde moitié du XIXe siècle. En 1947, on compte douze éditions, 84 traductions en douze langues dont 60 pour la seule langue allemande. « Le montant des droits d'auteur de ce livre ne sera dépassé, quelques années plus tard, que par Les Misérables », et donne à Renan son indépendance financière. 
Ce succès déclenche immédiatement des débats passionnés et la colère de l’Église catholique, qui parle de blasphème, mais aussi les critiques de protestants comme Albert Schweitzer, qui écrit : « Il n’y a guère d’ouvrage qui pullule d’autant de fautes de goût et des plus affreuses ! Il s’agit là d’un art chrétien au pire sens du terme, d’art de figurines de cire ».
« En trois mois, il ne paraîtra pas moins de trois cent vingt et un livres, libelles et brochures sur Vie de Jésus et la Bibliothèque du Congrès des États-Unis possède, aujourd'hui encore, une collection de dix-sept volumes intitulée : Réfutations de la Vie de Jésus ». Tout en protestant d'un grand respect pour le Jésus-homme en tant que penseur, Renan adopte en effet un point de vue résolument positiviste, comme dans son chapitre sur les miracles (chapitre 16). C'est le cinquième ouvrage de Renan à être mis à l'index (le 24 août 1863). Il est de plus condamné le 8 décembre 1864 dans le Syllabus et les interventions futures de l'historien lui vaudront l'apostrophe du pape Pie IX, le traitant en octobre 1872 de « blasphémateur européen ».
Le succès de la Vie de Jésus suscite la publication en 1864 par Augustin Crampon, alors professeur au séminaire d'Amiens, qui a suivi la même formation de langues anciennes et d'exégèse qu'Ernest Renan, de sa traduction des quatre Évangiles canoniques avec notes et dissertations, et un avant-propos polémique, premier essai destiné au grand public de sa traduction de la Bible parue en 1904.

## Autres éditions
Renan publie le 2 mars 1864 sous le titre Jésus une édition « grand public » sans les notes ni la critique des sources, et en retranchant ou atténuant de nombreux passages. Il annonce dans l’avertissement : « Je crois que beaucoup de vrais chrétiens ne trouveront dans ce petit volume rien qui les blesse ». Cette édition, qui a un grand succès, n’attire pas l’attention des critiques. 
Dans la treizième édition enrichie et remaniée publiée le 1er septembre 1867, Ernest Renan répond à ses critiques et développe son raisonnement sur la valeur historique des textes évangéliques, tout en maintenant sa position d'historien rationaliste. Comme il le rappelle dans la Préface, il prend ses distances et avec les traditionalistes, et avec les théologiens libéraux, qui présentent Jésus « comme l'homme de bon sens, l'homme pratique par excellence ». C'est cette édition qui constitue la version définitive et sert aujourd’hui de référence. Elle est rééditée en 2023.
Une édition bibliophilique enrichie de lithographies de Roger Schardner est parue en 1947 (424 exemplaires numérotés, éditions Sepel, Mulhouse et Paris).

## Influence
Selon l'historienne Perrine Simon-Nahum, la controverse autour de la Vie de Jésus est « au départ d’un malentendu lourd de conséquence. Elle débouche sur un jugement erroné de l’œuvre de Renan rangé au rang d’écrivain à succès, mais finalement de dilettante. En faisant silence sur l’entreprise scientifique qu’elle recouvre et, au-delà de l’auteur lui-même, elle condamne en réalité définitivement la possibilité de fonder en France l’histoire des religions comme discipline reconnue à l’Université ».